# Agromyza utahensis
Agromyza utahensis är en tvåvingeart som beskrevs av Spencer 1986. Agromyza utahensis ingår i släktet Agromyza och familjen minerarflugor. Inga underarter finns listade i Catalogue of Life.